# Роговский, Вальтер
Вальтер Роговский (нем. Walter Rogowski; 7 мая 1881 — 10 марта 1947) — немецкий физик, чьи труды стали связующим звеном между теоретической физикой и прикладными технологиями в различных областях электроники.
Так, например, измерительный трансформатор тока, пояс Роговского, был назван в его честь. В 1900 году Роговский начал учёбу в Рейнско-Вестфальском техническом университете Ахена (нем. Rheinisch-Westfälische Technische Hochschule Aachen) под кураторством физика-теоретика и математика Арнольда Зоммерфельда, заведующего кафедрой прикладной механики. В 1902 году В. Роговский продолжает своё обучение в Высшем Техническом Училище Данцига (нем. Technische Hochschule Danzig), где он также становится научным сотрудником. Училище было окончено в 1904 году, но Роговский продолжил свою научную деятельность в нём вплоть до 1908 года. Следующим этапом в жизни учёного становится Имперский физико-технический институт в Шарлоттенбурге под Берлином (нем. Physikalisch Technische Reichsanstalt), где он работает в качестве научного сотрудника. Данный институт специализируется на современных технологиях, телекоммуникационных технологиях, электротехнике.

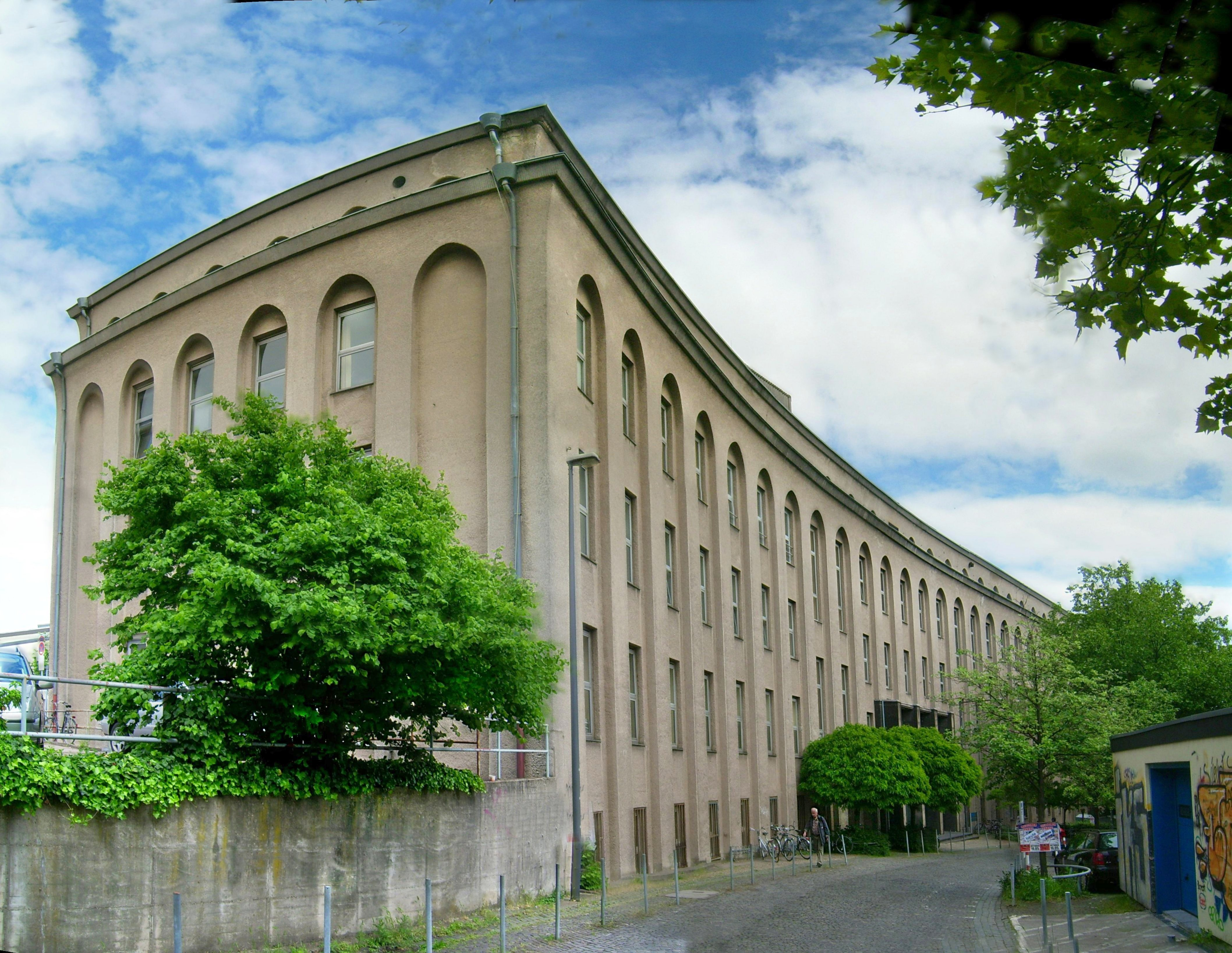
Rogowski Institut

После Первой мировой войны, в 1920 году, Роговский возвращается в Ахен, и становится профессором кафедры теоретических основ электротехники и директором Института Электротехнологий. Основными направлениями института были физика и электротехника. Работы, проводимые в институте, охватывали сразу несколько областей: общую электротехнику, телекоммуникацию, высокочастотную инженерию и т. д. Впоследствии институт был переименован в честь Вальтера Роговского — Rogowski-Institut der RWTH Aachen: